# Gniazda jadalne

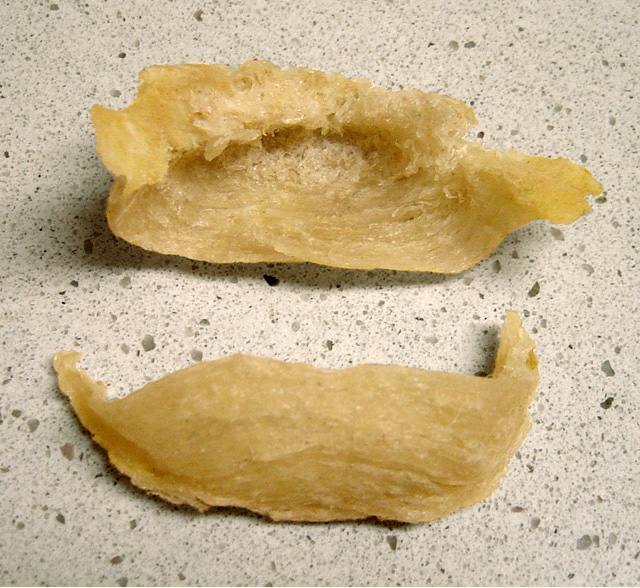
Oderwane, „białe gniazdo” salangany

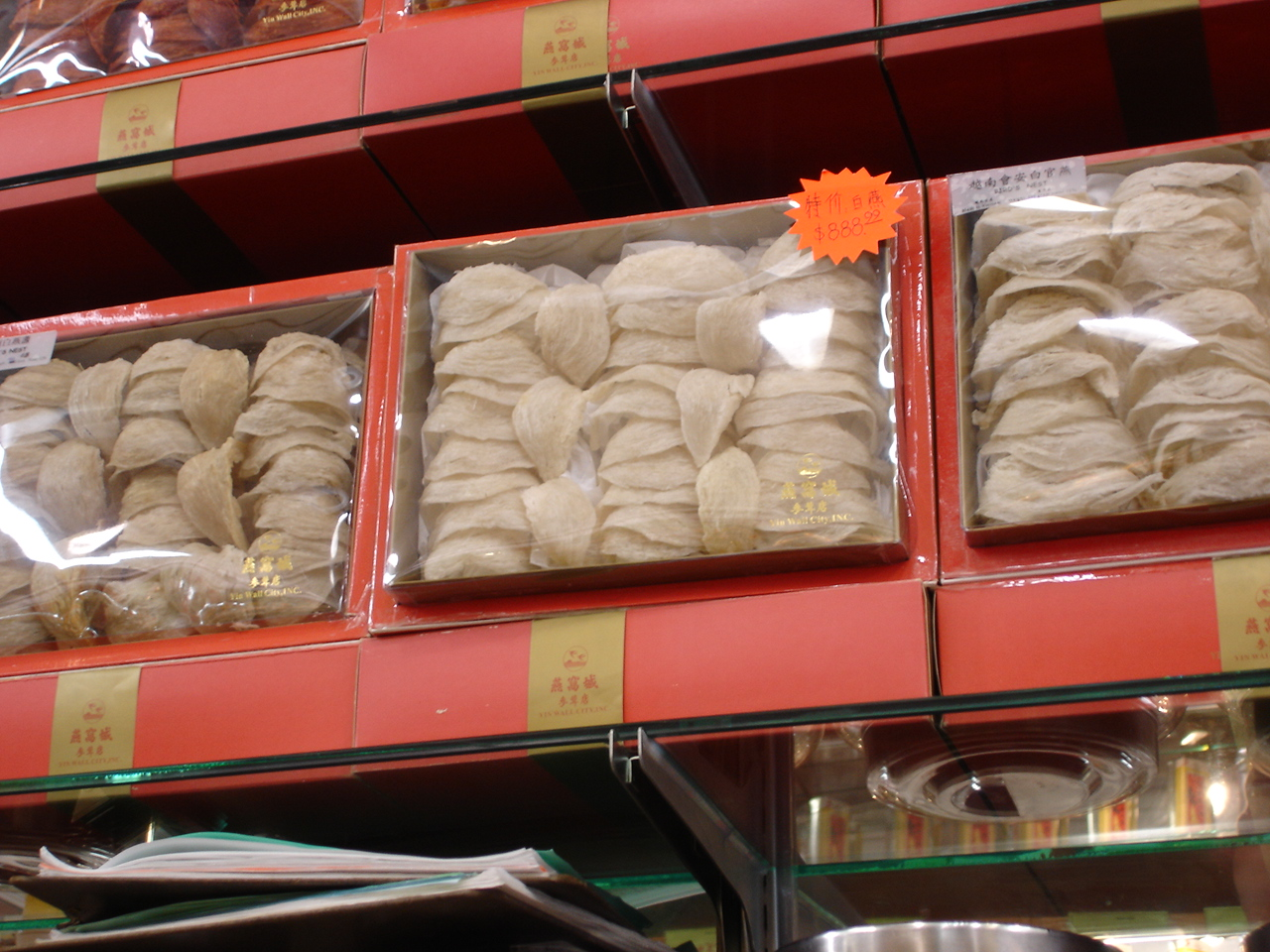
Gniazda salangan są dostępne jako towar przemysłowy, ich cena (widoczna na zdjęciu) jest jednak wciąż wysoka

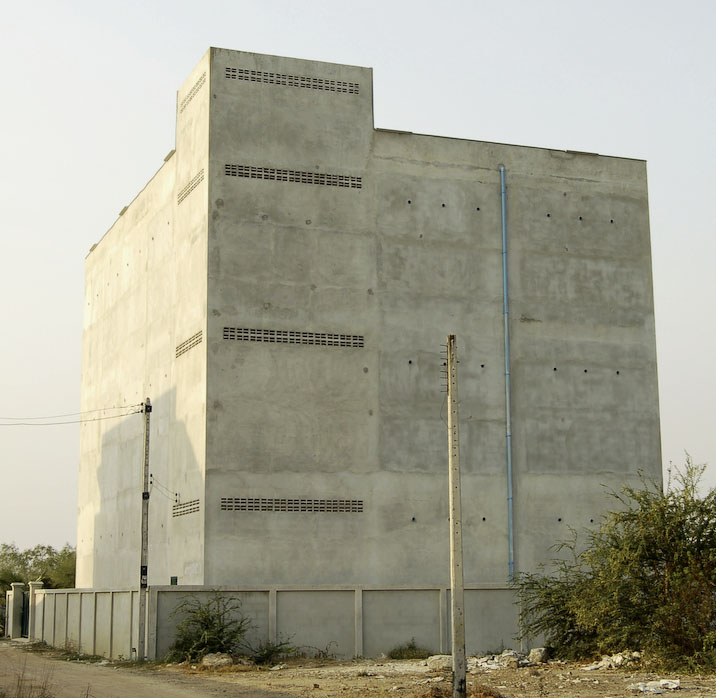
Budynek przeznaczony do gniazdowania salangan, Tajlandia

Gniazda jadalne (potocznie „jaskółcze gniazda”) – gniazda zbudowane z wydzieliny gruczołów ślinowych niektórych gatunków ptaków z rodziny jerzykowatych zwanych salanganami (ptaki z rodzajów Collocalia, Hydrochous i Aerodramus), które ze względu na swe właściwości są cenionym przysmakiem w krajach Azji Południowo-Wschodniej.
Gniazda salangan dzieli się ze względu na ich walory kulinarne na gniazda czarne, które oprócz ptasiej śliny zawierają materiał roślinny (źdźbła traw, mech) lub pióra, oraz gniazda białe zbudowane z samej śliny. Najcenniejsze są te ostatnie (zwłaszcza należące do gatunku salangany sundajskiej), których zbieranie i sprzedaż jest źródłem utrzymania niektórych społeczności. Gniazda zbiera się w Indiach, Birmie, Wietnamie, Tajlandii, Indonezji, Malezji, na Filipinach i w Chinach. Zbiór białych gniazd dawniej utrudniało ich położenie w niedostępnych nadmorskich niszach i jaskiniach, gdzie często można się dostać jedynie na niewielkich łodziach. Znaczenie handlowe gniazd jadalnych jest o tyle duże, że budujące je salangany gnieżdżą się kolonijnie: w niektórych grotach liczba gniazd osiąga kilka lub kilkanaście tysięcy. Obecnie dla kolonii salangan buduje się specjalne budynki, w których zbiór dużej liczby gniazd jest dużo prostszy. Mimo tego ceny samych gniazd są wciąż bardzo wysokie.
Z ptasich gniazd przyrządza się zupę lub specjalne galaretki. Przysmaki te należą do najbardziej ekskluzywnych i drogich dań na Dalekim Wschodzie.